# Обпалені Кандагаром
«Обпалені Кандагаром» — радянський художній фільм 1989 року, знятий режисером Юрієм Сабітовим на кіностудії «Узбекфільм».

## Сюжет
Списаний за поранення офіцер-афганець вступає у боротьбу з мафією і, зрештою, ціною свого життя викриває злочинців.

## У ролях
- Карим Мірхадієв — Хайдаров
- Олена Борзова — Валентина
- Сергій Варчук — Шестаков
- Ато Мухамеджанов — батько Хайдарова
- Мурад Раджабов — Азізов
- Леонід Неведомський — батько Сєдиха
- Любов Віролайнен — мати Сєдиха
- Д. Бризжанов — Льоня Сєдих
- Бехзод Хамраєв — бандит
- Батир Мирхашимов — бандит
- Аброр Бакіров — Аброр, афганець з Андіжану
- Білял Білялов — Білял, афганець з Бахчисараю
- Н. Ворвуль — афганець з Києва
- Азамат Іргашев — Азамат, афганець із Самарканда
- Олексій Фельдшеров — афганець
- Валерій Юлдашев — Валерій, афганець із Тбілісі
- Аброр Шаріпов — бандит
- Хусан Шаріпов — прокурор
- Пулат Саїдкасимов — ветеран
- В. Шевченко — епізод
- Мухаммаджон Холматов — Мухаммад, бандит
- Бахтіяр Касимов — диспетчер
- Джавлон Хамраєв — спільник Азізова
- Рафік Юсупов — бандит
- Бекзод Мухаммадкарімов — бандит
- Бадал Нурмухамедов — епізод
- Шухрат Умаров — бандит
- Світлана Норбаєва — Карімова, слідчий

## Знімальна група
- Режисер — Юрій Сабітов
- Сценаристи — Вадим Трунін, Олександр Файнберг
- Оператор — Тимур Каюмов
- Композитор — Євген Ширяєв
- Художник — Едуард Аванесов